# (6825) Irvine
(6825) Irvine (1988 TJ2) – planetoida z pasa głównego asteroid okrążająca Słońce w ciągu 3,19 lat w średniej odległości 2,17 j.a. Odkryta 4 października 1988 roku.